# Белащински манастир
 Белащинският манастир „Свети великомъченик Георги Победоносец“ е православен действащ девически манастир, част от Пловдивската епархия на Българската православна църква. Храмовият му празник е на 6 май – Гергьовден.

## Местоположение
Манастирът се намира в Западните Родопи, близо до село Белащица и на 12 километра южно от град Пловдив. Близо до манастира е местността Чинарите, в която има няколко стари и дебели чинари и османска стражева кула.

## История
Манастирът е изграден през 1020 година от византийския военачалник Никифор Ксифий – управител на Филипополис от 1018 година. Според легендата Ксифий има голям принос за поражението на цар Самуил през 1014 година в битката при Беласица планина (Македония), тъй като се явил в тила му. Император Василий II подарил на Никифор Кифий 15 000 пленници от пленените Самуиловите войници. По-късно тези пленници основали село Беласица, което по-късно нарекли Белащица. Останки от двореца-крепост на Никифор Кифий има близо до 1000-годишен източен чинар, южно от селото. Близо до своята крепост Ксифий съградил манастира и го посветил на Свети Георги Победоносец.
Манастирът е опустошен от османците при нашествието им на Балканския полуостров през 1364 година и възобновен през 18 век. Опожарен е отново през 1878 г. при последните сражения през Руско-турската война, когато последната отбранителна линия на отстъпващата османска армия е по линията Куклен – Брестник – Белащица. След Освобождението манастирът е възстановен, но остава под ведомството на Цариградската патриаршия до 1906 година.

## Архитектура
Манастирският комплекс се състои от черква, параклис, жилищни и стопански сгради, между които и оригиналната куполна магерница, датираща може би още от късното средновековие. Черквата е еднокорабна, едноапсидна, с вътрешен и открит притвор, безкуполна и без стенописи, построена през 1838 година, върху останките от средновековната, като масивно засводения притвор е бил изцяло запазен. В западната част от наоса има малък участък от рухналия средновековен масивен свод, под който при възстановяването от 1838 година е направен дъсчен таван.  Наоса е изографисан от Захарий Зограф, а в притвора са били запазени оригиналните средновековни стенописи. След 1906 година когато манастира е присъединен към Екзархията, всички стенописи поради това че е имало гръцки надписи са замазани. До сега не само че не са направени опити да бъдат отново разкрити, върху замазката наскоро са изработени нови стенописи. Под открития притвор е аязмото, което се смята за останало още от основаването на манастира и за чудотворно. На двора се намира каменна чешма, построена през 1831 година.
Обявен е за паметник на културата.

## Изследвания
- Тулешков, Н. Белащенският манастир. – Арх & Арт, 17, 1996, 12 - 13.

## Галерия
- Снимки от Белащинския манастир
- Дворът на манастира
- Портата на манастира